# 90's
Pour plus de détails, voir Fiche technique et Distribution.
90's (Mid90s), ou Été '95  au Québec, est un film américain écrit et réalisé par Jonah Hill, sorti en 2018.

## Synopsis
En 1996, Stevie, 13 ans, vit à Palms, Los Angeles, avec son frère aîné Ian, violent, et sa mère célibataire Dabney. Un jour, Stevie passe en vélo devant le Motor Avenue Skateshop, admire des skateurs fanfaronnant à l'extérieur, et revient le lendemain. De retour chez lui, il échange avec son frère un skateboard, l'apporte au magasin et se lie d'amitié avec le jeune skateur Ruben, qui lui présente le reste du groupe : le leader charismatique Ray, la grande gueule "Fuckshit" et le tranquille "Fourth Grade". Bien qu'il soit un skater inexpérimenté, Stevie est attiré par le groupe et aspire à imiter leur comportement casse-cou et leurs attitudes antisociales. Au cours d'une conversation, Ray surnomme Stevie "Sunburn" et son acceptation dans le groupe provoque le ressentiment de Ruben.
Alors qu'il tente une figure de skateboard sur une section ouverte entre deux toits, Stevie tombe et se blesse à la tête. Dabney s'inquiète de sa tendance à l'imprudence et de ses nouveaux amis, mais Stevie a déjà pris la décision de rester dans le groupe. Ian a un face-à-face tendu avec Fuckshit sous le regard de Stevie, mais Ian semble intimidé par le groupe et part avant qu'une bagarre n'éclate. Stevie commence à fumer, à boire et à expérimenter la marijuana. Lors d'une fête, il a sa première expérience sexuelle avec une fille nommée Estee.
Après être rentré chez lui en état d'ébriété, Stevie et Ian se disputent violemment. Ian fond en larmes lorsque Stevie lui dit qu'il n'a pas d'amis. Après la dispute, désespéré, Stevie tente de s'asphyxier avec le cordon d'une manette de Super NES, commettant un nouvel acte d'automutilation. Le lendemain, Dabney interdit à Stevie de traîner avec les autres garçons. Stevie s'emporte et refuse d'obéir. S'étant mis à dos sa mère et son frère, Stevie reste seul derrière le magasin de skateboard. Ray console Stevie en lui expliquant que bien qu'il puisse penser que sa vie est difficile, les autres garçons ont une existence encore plus compliquée : Fourth Grade est désargenté au point de ne pas pouvoir s'acheter de chaussettes, la mère de Ruben souffre de toxicomanie, les fêtes inconsidérées de Fuckshit prennent de l'ampleur et Ray a perdu son jeune frère, renversé par une voiture quelques années auparavant. Ray emmène ensuite Stevie faire du skateboard le soir et ils s'endorment devant le palais de justice de Santa Monica.
Le Skateshop organise une fête à l'arrière du magasin. Ray espère faire carrière dans le skateboard et discute avec deux professionnels comme sponsors potentiels. Fuckshit, ivre et drogué, tente de saboter les chances de Ray en l'embêtant devant les professionnels. Stevie, qui a beaucoup bu, est provoqué dans une bagarre avec Ruben. Déconcerté par le comportement indiscipliné de ses amis, Ray dit à tout le monde de rentrer. Cependant, Fuckshit, toujours ivre, insiste pour conduire le groupe à une autre fête. Après avoir été convaincu, Ray accepte à contrecœur et le groupe se met en route. Conduisant de manière imprudente, Fuckshit provoque un accident ; Stevie, retrouvé inconscient, est transporté d'urgence aux urgences.
Stevie se réveille plus tard dans un lit d'hôpital, et voit Ian assis à côté de lui. Sa mère Dabney arrive à l'hôpital et voit les amis de Stevie, endormis dans la salle d'attente. Émue par le fait qu'ils soient là pour Stevie, Dabney les invite à se rendre dans la chambre de Stevie. Ils semblent vouloir se réconcilier après les événements de la nuit précédente. Fourth Grade, qui a filmé leurs aventures tout au long du film, dit qu'il a quelque chose à leur montrer. Il branche sa caméra sur une télévision pour leur présenter une vidéo de leurs activités quotidiennes. Fourth Grade donne au film le titre : "Mid90s".

## Fiche technique
Sauf indication contraire, les informations mentionnées dans cette section peuvent être confirmées par les bases de données cinématographiques IMDb et Allociné,  présentes dans la section « Liens externes ».
- Titre original : Mid90s
- Titre français : 90's
- Titre québécois : Été '95
- Réalisation : Jonah Hill
- Scénario : Jonah Hill
- Musique : Trent Reznor et Atticus Ross
- Direction artistique : Justin Allen
- Décors : Jahmin Assa
- Costumes : Heidi Bivens
- Photographie : Christopher Blauvelt
- Montage : Nick Houy
- Production : Eli Bush, Jonah Hill, Ken Kao, Scott Rudin et Lila Yacoub
- Sociétés de production : A24 Films et Waypoint Entertainment
- Sociétés de distribution : A24 (États-Unis), Diaphana Distribution (France), VVS Films (Canada)
- Budget : 16 millions de dollars
- Pays de production :  États-Unis
- Langue originale : anglais
- Format : 1,33:1 couleurs - 16 mm
- Genre : comédie dramatique, récit initiatique
- Durée : 84 minutes
- Dates de sortie[1] :
  - Canada : 9 septembre 2018 (festival international du film de Toronto 2018) ; 26 octobre 2018 (sortie nationale)
  - États-Unis : 19 octobre 2018 (sortie limitée) ; 26 octobre 2018 (sortie nationale)
  - France : 24 avril 2019

## Distribution
Sauf indication contraire, les informations mentionnées dans cette section peuvent être confirmées par la base de données cinématographiques IMDb,  présente dans la section « Liens externes ».
- Sunny Suljic (en) : Stevie
- Katherine Waterston : Dabney
- Lucas Hedges : Ian
- Gio Galicia : Ruben
- Na-kel Smith : Ray
- Olan Prenatt : Fuckshit
- Ryder McLaughlin : Fourth Grade
- Alexa Demie : Estee
- Jerrod Carmichael : un agent de sécurité (caméo)
- Harmony Korine : un amant de Dabney (caméo)
- Chad Muska : un clochard (caméo)

## Production

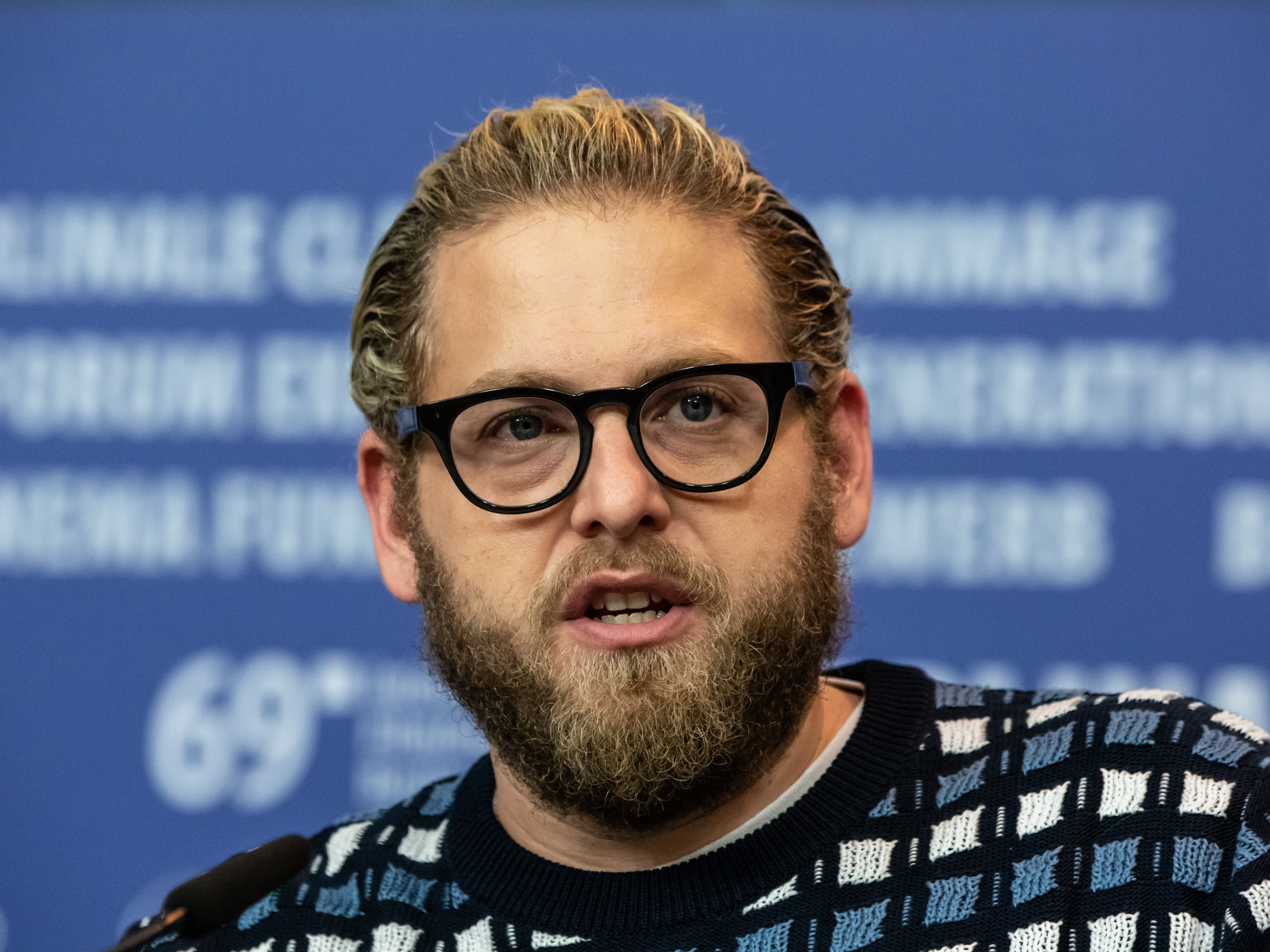
Le réalisateur du film, Jonah Hill, à la Berlinale 2019.

Michelle Williams est initialement prévue pour incarner Dabney mais en raison d'un emploi du temps incompatible, elle est remplacée par Katherine Waterston.
Le tournage a lieu à Los Angeles, notamment à East Los Angeles.

## Bande originale
Albums de Trent Reznor et Atticus Ross
The Vietnam War
(2017) Bird Box
(2018)
La musique du film est composée par Trent Reznor et Atticus Ross. L'album EP sort le 19 octobre 2018 sur le label The Null Corporation.
C'est le producteur Scott Rudin qui contacte les deux compositeurs, avec lesquels il a travaillé sur The Social Network (2010) et Millénium : Les Hommes qui n'aimaient pas les femmes (2011). Ces derniers acceptent malgré le budget très limité du film. Ils vont ensuite communiquer avec l'équipe du film uniquement via Skype. La musique est enregistrée durant la tournée européenne 2018 de Nine Inch Nails, entre chambres d'hôtels et coulisses. Trent Reznor raconte : « Je me souviens que nous étions au Royal Albert Hall et nous avons fini le générique de fin juste avant de monter sur scène ».
| Liste des titres | Liste des titres    | Liste des titres | Liste des titres | Liste des titres | Liste des titres | Liste des titres | Liste des titres | Liste des titres | Liste des titres |
| No               | Titre               | Durée            |                  |                  |                  |                  |                  |                  |                  |
| ---------------- | ------------------- | ---------------- | ---------------- | ---------------- | ---------------- | ---------------- | ---------------- | ---------------- | ---------------- |
| 1.               | The Start of Things | 2:55             |                  |                  |                  |                  |                  |                  |                  |
| 2.               | Big Wide World      | 3:19             |                  |                  |                  |                  |                  |                  |                  |
| 3.               | Finding a Place     | 3:11             |                  |                  |                  |                  |                  |                  |                  |
| 4.               | Further Along       | 3:22             |                  |                  |                  |                  |                  |                  |                  |
| 12:47            |                     |                  |                  |                  |                  |                  |                  |                  |                  |

## Accueil

### Accueil critique
Le film reçoit de très bons retours. En France, le site Allociné lui attribue une note moyenne de 3,9/5 à partir des critiques de presse collectée.
Pour Télérama, il s'agit d'« un premier film magnifique, aux accents autobiographiques ». Selon Les Inrockuptibles, « c’est surtout un film qui ne se contentera pas d’aligner, pour seul programme, les signes extérieurs de coolitude ».

### Box-office
| Pays ou région    | Box-office      | Date d'arrêt du box-office | Nombre de semaines |
| ----------------- | --------------- | -------------------------- | ------------------ |
| États-Unis Canada | 7 362 439 $     | 27 décembre 2018           | 10                 |
| France            | 123 024 entrées | 19 juin 2019               | 8                  |
| Total mondial     | 9 303 022 $     | -                          | -                  |

## Récompenses et sélections
- Le film est présenté au Festival international du film de Toronto 2018.
- Le film est présenté dans la section Panorama de la Berlinale 2019.
- Dans la liste de National Board of Review: Top Ten Independant Films du National Board of Review.
- Nomination pour le meilleur montage Independent Spirit Award for Best Editing (en) au Film Independent's Spirit Awards